# Infections of a Different Kind (Step 1)
Infections of a Different Kind (Step I) è il secondo album in studio della cantante norvegese Aurora, pubblicato il 28 settembre 2018, a distanza di circa due anni e mezzo dall'album All My Demons Greating Me as a Friend. Come il precedente EP, Running with the Wolves, è stato messo inizialmente in vendita esclusivamente in formato digitale.

## Antefatti
Tra il 2017 e il 2018, Aurora ha presentato dal vivo ben undici inediti; si tratta di Queendom, Forgotten Love, Gentle Earthquakes, All is Soft Inside, It Happened Quiet, Soft Universe, Churchyard, The Seed, In Bottles, Feeling ed Animal. Altri due brani, Ocean Rose e Wavelengths, sono stati citati da Aurora tra quelli composti e registrati durante il Bergen Song del 2017, un campeggio dedicato alla composizione e alla scrittura di canzoni che si tiene annualmente nell'omonima città. Spotlight e Witches, invece, sono stati citati nel documentario Once Aurora. La stessa cantautrice ha in effetti dichiarato di aver registrato, tra il 2017 e il 2018, un totale quindici nuove demo e di aver valutato anche alcuni suoi vecchi brani tenuti fuori dal primo album. Alla fine, però, Aurora ha scelto di inserire in Infections of a Different Kind (Step I) solo sette dei brani presentati dal vivo, aggiungendo ad essi un inedito che dà il titolo al disco. È comunque prevista la pubblicazione di un seguito per il 2019.
Quanto alla fase di composizione, Aurora ha dichiarato di aver voluto sperimentare diversi stili, così da non poter essere rinchiusa dagli ascoltatori in uno specifico "contenitore musicale".

## Tematiche
Aurora ha dichiarato che nessuno dei testi di questo album è autobiografico. Queendom riguarda la celebrazione delle differenze e la volontà di creare un mondo migliore; è stata ispirata soprattutto dalla comunità LGBT. Forgotten Love parla della bellezza insita nel dolore del lasciare andare qualcuno. Gentle Earthquakes parla di sesso e nel suo testo, così come in quello di Forgotten Love e in quello di Soft Universe, si fa riferimento a una ragazza. It Happened Quiet parla di uno stupro. Churchyard parla di abuso di potere in generale e, in particolare, di violenza domestica. Soft Universe parla di come l'affetto e l'amore possano alleviare la sofferenza data dal vivere in un mondo ingiusto e crudele. 

## Tracce
Testi di Aurora.
1. Queendom – 3:26 (musica: Aurora, Couros, Fiona Bevan, Jakwob)
2. Forgotten Love – 3:28 (musica: Aurora, Martin Sjølie)
3. Gentle Earthquakes – 3:47 (musica: Aurora, Fiona Bevan, Jakwob, Couros)
4. All Is Soft Inside – 5:09 (musica: Aurora, My Riot)
5. It Happened Quiet – 5:26 (musica: Aurora, Sacha Skarbek)
6. Churchyard – 3:46 (musica: Aurora, Electric)
7. Soft Universe – 3:59 (musica: Aurora, Jakwob, Couros, Fiona Bevan)
8. Infections of a Different Kind – 5:26 (musica: Aurora)

## Formazione
- Aurora – voce, sintetizzatori, pianoforte, percussioni, batteria, programmazione, suoni ambientali (traccia 7)
- Askjell Solstrand - sintetizzatori, programmazione
- My Riot - sintetizzatori, programmazione (tracce 2, 3, 4 e 5)
- Magnus Skylstad - sintetizzatore (tracce 1 e 7), programmazione (tracce 1 e 7), batteria (tracce 1 e 7), violoncello (traccia 1), percussioni (traccia 1), basso (traccia 7)
- Couros - sintetizzatori (tracce 1 e 7), batteria (tracce 1 e 7), percussioni (tracce 1 e 7), programmazione (tracce 1 e 7)
- Jakwob - sintetizzatori (tracce 1 e 7), batteria (tracce 1 e 7), percussioni (tracce 1 e 7), programmazione (tracce 1 e 7)
- Oslo Fagottkor - coro (tracce 5, 6 e 8)
- Therese Eriksen - orchestrazioni (tracce 4, 5 e 6)
- Ellen Holmas - violoncello (traccia 4, 5 e 6)
- Karoline Brevik - violoncello (tracce 4, 5 e 6)
- Marit Aspas - violoncello (tracce 4, 5 e 6)
- Torleif Holm - violoncello (traccia 4, 5 e 6)
- Ruth Potter - arpa (tracce 5 e 6)
- Mathias Wang - cimbalini a dita (traccia 1)

Produzione
- Askjell Solstrand - produzione
- My Riot - produzione (tracce 2, 3, 4, 5 e 8)
- Magnus Skylstad - missaggio, ingegneria del suono, registrazione, produzione addizionale (tracce 1 e 7)
- Aurora - produzione
- Couros - produzione (tracce 1 e 7), arrangiamento vocale (traccia 1)
- Jakwob - produzione (tracce 1 e 7), arrangiamento vocale (traccia 1)
- Electric - produzione (traccia 6)
- Javed Kurd - produzione della voci
- Steinar Svendsen - produzione delle voci
- Knut Anders Vestad - arrangiamento degli archi (tracce 4, 5, 6)
- Daniel Cayotte - ingegneria del suono
- Hervé Le Guil - ingegneria del suono
- Chris Sansom - mastering
- Alex Wharton - mastering (traccia 7)
- Mark Bishop - registrazione (traccia 1)
- Morgane Mayollet - assistente alla registrazione (tracce 2 e 5)

## Classifiche
| Classifica (2018) | Posizione massima |
| ----------------- | ----------------- |
| Norvegia          | 7                 |
| Paesi Bassi       | 191               |